# 54-й кинофестиваль в Сан-Себастьяне
54-й кинофестиваль в Сан-Себастьяне проходил с 21 по 30 сентября 2006 года в Сан-Себастьяне (Страна Басков, Испания).

## Жюри
- Жанна Моро ( США), актриса (президент жюри).
- Бруну Баррету ( Бразилия), кинорежиссёр.
- Изабель Койшет ( Испания), кинорежиссёр.
- Сара Драйвер ( США), кинорежиссёр.
- Бруно Ганц ( Швейцария), актёр.
- Мануэль Гомес Перейра ( Испания), кинорежиссёр.
- Жозе Сарамаго ( Португалия), писатель.

## Фильмы фестиваля

### Официальный конкурс
- «Путь Святого Диего», реж. Карлос Сорин ( Аргентина)
- «Переписывая Бетховена», реж. Агнешка Холланд ( США,  Германия,  Венгрия)
- «Чокнутый», реж. Том Дичилло ( США)
- «Вечность», реж. Хедди Хонигманн ( Нидерланды)
- «Призраки», реж. Ник Брумфилд ( Великобритания)
- «Цветок», реж. Хирокадзу Корээда ( Япония)
- «Погранзастава», реж. Райко Грлич ( Хорватия,  Босния и Герцеговина,  Словения,  Северная Македония,  Сербия,  Великобритания,  Австрия,  Венгрия,  Франция)
- «Лола», реж. Хавьер Ребольо ( Испания,  Франция)
- «Мой сын для меня», реж. Мартьяль Фужерон ( Франция)
- «Полумесяц», реж. Бахман Гобади ( Иран)
- «Старый сад», реж. Лим Сан Су ( Республика Корея)
- «Шорох песка», реж. Марион Хенсель ( Бельгия,  Франция)
- «Спящие собаки могут врать», реж. Бобкэт Голдтуэйт ( США)
- «Хвост тигра», реж. Джон Бурмен ( Великобритания,  Ирландия)
- «Уйди от меня», реж. Виктор Гарсия Леон ( Испания)
- «Жизнь Селии», реж. Антонио Чаварриас ( Испания,  Мексика)

### Вне конкурса
- «Самый главный босс», реж. Ларс фон Триер ( Дания,  Швеция,  Франция)
- «За зеркалом», реж. Хоаким Хорда ( Испания)
- «Одинокие сердца», реж. Тодд Робинсон ( Великобритания)

## Лауреаты

### Официальные премии
- Золотая раковина: «Мой сын для меня», реж. Мартьяль Фужерон и «Полумесяц», реж. Бахман Гобади.
- Специальный приз жюри: «Путь Святого Диего», реж. Карлос Сорин.
- Серебряная раковина лучшему режиссёру:  Том Дичилло («Чокнутый»).
- Серебряная раковина лучшей актрисе: Натали Бай («Мой сын для меня»).
- Серебряная раковина лучшему актёру: Хуан Диего («Уйди от меня»).
- Приз жюри лучшему оператору : Найджел Блак («Полумесяц»).
- Приз жюри за лучший сценарий : Том Дичилло («Чокнутый»).

### Почётная награда — «Доностия» за вклад в кинематограф
- Макс фон Сюдов
- Мэтт Диллон